# Rafał Kasprzyk (polityk)
Rafał Marcin Kasprzyk (ur. 27 sierpnia 1971 w Busku-Zdroju) – polski inżynier, menedżer i polityk, poseł na Sejm X kadencji.

## Życiorys
Absolwent II Liceum Ogólnokształcącego im. Jana Śniadeckiego w Kielcach. W 1996 uzyskał tytuł zawodowy magistra inżyniera z zakresu budownictwa ogólnego na Politechnice Świętokrzyskiej w Kielcach. W 1997 ukończył studia licencjackie z finansów i bankowości na Akademii Ekonomicznej w Krakowie. W 2004 został absolwentem studiów podyplomowych Executive MBA w Szkole Biznesu Politechniki Warszawskiej. Pracował jako inżynier i kierownik budowy, przez kilka lat pracował w Hiszpanii. Obejmował następnie w Polsce menedżerskie i dyrektorskie stanowiska w przedsiębiorstwach sektora budowlanego (m.in. Aldesa i Gülermak).
Był działaczem partii Nowoczesna. Dołączył później do Polski 2050 Szymona Hołowni, został przewodniczącym regionu świętokrzyskiego partii. W wyborach parlamentarnych w 2023 kandydował z drugiego miejsca listy Trzeciej Drogi w okręgu kieleckim. Uzyskał mandat posła X kadencji, otrzymując 10 907 głosów. Zasiadł m.in. w Komisji Infrastruktury, Komisji do Spraw Unii Europejskiej oraz Komisji Obrony Narodowej. Objął również funkcję zastępcy przewodniczącego Komisji Finansów Publicznych. W 2024 z ramienia Trzeciej Drogi bezskutecznie startował w wyborach do Parlamentu Europejskiego z okręgu nr 10 (otrzymał 4056 głosów).

## Wyniki w wyborach ogólnopolskich
| Wybory | Komitet wyborczy                | Komitet wyborczy | Organ           | Okręg        | Wynik          |
| ------ | ------------------------------- | ---------------- | --------------- | ------------ | -------------- |
| 2023   |                                 | Trzecia Droga    | Sejm X kadencji | nr 33        | 10 907 (1,65%) |
| 2024   | Parlament Europejski X kadencji | Trzecia Droga    | nr 10           | 4056 (0,27%) |                |